# Strażnica WOP Puck
Strażnica WOP Puck – podstawowy pododdział graniczny Wojsk Ochrony Pogranicza pełniący służbę ochronną na granicy morskiej.

## Formowanie i zmiany organizacyjne
Strażnica została sformowana w 1945  w strukturze 19 komendy odcinka Lębork jako 95 strażnica WOP (Puck) o stanie 56 żołnierzy. Kierownictwo strażnicy stanowili: komendant strażnicy, zastępca komendanta do spraw polityczno-wychowawczych i zastępca do spraw zwiadu. Strażnica składała się z dwóch drużyn strzeleckich, drużyny fizylierów, drużyny łączności i gospodarczej. Etat przewidywał także instruktora do tresury psów służbowych oraz instruktora sanitarnego. Sformowane strażnice morskiego oddziału OP nie przystąpiły bezpośrednio do objęcia ochrony granicy morskiej. Odcinek dawnej granicy polsko-niemieckiej sprzed 1939  od Piaśnicy aż do lewego styku z 4 Oddziałem OP ochraniany był przez radziecką straż graniczną wydzieloną ze składu wojsk marszałka Rokossowskiego. Pozostały odcinek granicy od rzeki Piaśnica aż po granicę z ZSRR zabezpieczała Morska Milicja Obywatelska.
Od 15 marca 1954 wprowadzono nową numerację strażnic. Strażnica WOP Puck II kategorii otrzymała numer 93. 
Jesienią 1956  rozpoczęto numerować strażnice w systemie brygadowym. Podległa bezpośrednio brygadzie strażnica Puck otrzymała numer 3. Latem 1957, po przekazaniu 161 batalionu WOP 15 Brygadzie WOP, zmieniono po raz kolejny numerację strażnic w systemie brygadowym. Strażnica Jastarnia stała się numerem 3
Wiosną 1958  zlikwidowano strażnicę nr 3 Puck, a odcinek przekazano strażnicy Władysławowo i strażnicy Mosty. W miejsce strażnicy Puck utworzono placówkę zwiadowczą Puck.

## Ochrona granicy
Strażnice sąsiednie:
94 strażnica WOP Hallerowo ⇔  96 strażnica WOP Hel – 1946

## Dowódcy strażnicy
- por. Piotr Noworyta (był 10.1946)[b].
- chor. Lucjan Trochimiuk (1953-?)